# Fred Hale
Frederick Harold ("Fred") Hale d.ä., född 1 december 1890 i New Sharon, Maine, USA, död 19 november 2004 i Jamesville, New York, USA, var vid sin död vid 113 år och 354 dagars ålder USA:s äldsta levande man sedan John McMorrans död 24 februari 2003 och världens äldsta levande man sedan spanjoren Joan Riudavets Molls död den 5 mars 2004 och den dittills fjärde äldsta mannen någonsin (om man bortser från japanen Shigechiyo Izumi vars ålder av 120 år och 237 dagar ifrågasatts) efter dansk-amerikanen Christian Mortensen, japanen Yukichi Chuganji och Joan Riudavets Moll.

## Familj
Hale gifte sig 1910 med Flora Mooers, som avled 1979, och fick döttrarna Muriel (1910–1970) och Carrie (1913–1992) och sönerna Robert (1916–1918) som dog i spanska sjukan, Norman (1920–2004) och Fred Hale d.y. (1921–2019). Hale arbetade inom järnvägens postsystem och som biodlare.
Hale reste mycket efter sin pensionering. Efter att ha fyllt 95 år hälsade han på sin sonson i Japan och gjorde uppehåll i Hawaii på hemvägen där han provade på surfning. Efter att ha fyllt 100 år reste han till Europa med sonen Norman och hans svärdotter för att besöka platsen för Normans militärtjänstgöring under andra världskriget.
Hale hade fortfarande körkort vid 108 års ålder, vilket gjorde honom till världens äldsta körkortsinnehavare enligt Guinness Rekordbok.
Hale avled av lunginflammation den 19 november 2004, bara 12 dagar före sin 114-årsdag, och 41 dagar före sonen Norman (som avled den 30 december 2004 84 år gammal), och efterträddes som världens äldsta man av förstavärldskrigsveteranen Emiliano Mercado del Toro. Hale hade 9 barnbarn, 9 barnbarnsbarn och 11 barnbarnsbarnbarn.